# 성은채
성은채(본명: 김은채, 1987년 11월 6일 ~ )는 대한민국의 前 희극 배우 및 리포터이다. 2018년 중국인 사업가와 결혼하면서 연예계에서 은퇴하였다. 

## 학력
- 대구중앙고등학교 졸업

## 이력
2006년 뮤지컬 배우로서 첫 데뷔를 하였으며 이듬해 2007년 MBC 문화방송 공채 개그우먼으로 정식 데뷔하였다.

## 주요 출연작
- 《개그야》 (MBC)
- 《섹션 TV 연예통신》 (MBC)
- 《결혼 못하는 남자》 (2009년, KBS 2TV) - 편의점 점원 역
- 《태희 혜교 지현이》 (2009년, MBC)

### 영화
- 《가자, 장미여관으로》 (2013년) - 사라 역